# Elezione del Presidente della Commissione di Difesa Nazionale in Corea del Nord del 2009
L'elezione della Commissione di Difesa Nazionale della Repubblica Popolare Democratica di Corea del 2009 avvenne il 9 aprile ad opera della XII Assemblea Popolare Suprema. Kim Jong-il fu riconfermato Presidente all'unanimità, mentre Jo Myong-rok fu riconfermato Primo Vicepresidente.
Poco dopo, Kim Jong-il fece un'apparizione all'Assemblea Popolare Suprema, dove tenne un discorso di ringraziamento in cui espose il suo programma politico per il futuro e durante il quale ricevette numerose ovazioni: si trattò della sua prima manifestazione pubblica dall'agosto del 2008.
Alla morte di Jo Myong-rok, il 6 novembre 2010, la carica di Vicepresidente restò vacante.